# Абу-ль-Касим, Аля-эд-дин
Аля-эд-дин Мохамед Эль-Саед Абу-ль-Касим (араб. علاء الدين محمد السيد أبو القاسم‎; род. 25 ноября 1990, Сетиф) — египетский фехтовальщик-рапирист, призёр Олимпийских игр 2012.

## Биография
Абуэлькассем родился в Алжире, в семье египтянина и алжирки. В четырёхлетнем возрасте он с семьёй переехал на родину отца — в Александрию. Там он занимался лёгкой атлетикой, плаванием и карате. В восьмилетнем возрасте начал заниматься фехтованием.
В 2008 году он вышел на международный уровень, завоевав золото на молодёжном чемпионате Африке и бронзу — на молодёжном первенстве мира. В 2010 году египтянин выиграл молодёжный чемпионат мира и впервые стал призёром этапа кубка мира среди взрослых.
В 2011 году Абуэлькассем стал триумфатором Панарабских игр, которые проходили в Дохе. В столице Катара он выиграл как личное первенство рапиристов, так и командное.
На Олимпиаде в Лондоне египтянин последовательно со счётом 15-10 одолел американца Чемли-Уотсона, немца Петра Йоппиха и итальянца Андреа Кассару. В полуфинальном поединке он был сильнее корейца Чхве Бён Чхоля, одолев его со счётом 15-12. В решающем поединке Абуэлькассем со счётом 13-15 уступил китайскому фехтовальщику Лэй Шэню и стал серебряным призёром. Эта медаль стала первой для выходцев из Африки в фехтовании за всю историю олимпийского движения. Также в составе сборной Египта выступал в командных соревнованиях рапиристов, но уже в первом раунде египтяне проиграли британцам со счётом 45-33.
В 2013 году Алаэльдин Абуэлькассем стал бронзовым призёром Средиземноморских игр в индивидуальном турнире рапиристов.